# Tam nan
Tam nan (tiếng Đức: Trilemma) đề cập đến thế phải chọn một trong ba lựa chọn, trong đó mỗi lựa chọn đều có vẻ không thể chấp nhận hoặc không thuận lợi. Thuật ngữ này (tiếng Đức) là một tân ngữ từ tiếng Hy Lạp dilemma ám chỉ đến tình trạng tiến thoái lưỡng nan, phải chọn một trong hai lựa chọn.
Có hai cách để miêu tả một tam nan:
- Quyền chọn từ ba lựa chọn không thuận lợi, một trong số đó phải được chọn.
- Quyền chọn ba khả năng không thuận lợi, trong đó chỉ được chọn hai cái cùng một lúc hoặc trong đó có một sự lệ thuộc theo tỉ lệ nghịch giữa ba kích cỡ (càng tới gần một cơ hội nào, thì càng cách xa một hoặc hai cái khác).

## Từ nguyên
Việc đề cập đến thuật ngữ này đến từ nhà truyền giáo Anh Philip Henry từ năm 1672. Sau đó - vào năm 1725 - và độc lập với Henry, Isaac Watts cũng sử dụng thuật ngữ này.

## Tam nan Epikur
Một trong những người đầu tiên mà mô tả một tam nan là triết gia Hy Lạp Epikur, người bác bỏ quan điểm một Đức Chúa Trời thì toàn năng và nhân từ .
Với quan điểm trên ông đưa ra các luận đề sau đây:
1. Nếu Đức Chúa Trời muốn, nhưng không thể ngăn ngừa điều ác, thì Ngài không phải là toàn năng.
2. Nếu Đức Chúa Trời có khả năng, nhưng không muốn ngăn ngừa điều ác, thì Ngài là người không tốt.
3. Nếu Đức Chúa Trời muốn và có thể ngăn ngừa được điều ác, tại sao lại có điều ác?
Mặc dù những tuyên bố này theo truyền thống là của Epicurus, nhưng cũng có quan điểm rằng tuyên bố này đã được thực hiện bởi một người hoài nghi từ trước đó, có thể là Karneades .